# أغاريو
أغاريو أو أقاريو أو أجاريو هي لعبة أكشن كثيفة اللاعبين طوّرها ماثيوس فالاداريس. تكمُن طريقة اللعب في تحريك خلية يتم التحكم بها من طرف اللاعب على ساحة.

## أنظمة التشغيل
أنظمة التشغيل الأساسية هي: أندرويد، آي أو إس، مايكروسوفت ويندوز، متصفح ويب، جنو/لينكس، ماك أو إس

## نبذة
شاعت في الآونة الاخيرة لعبة جديدة غاية في البساطة ولكنها جذبت اعدادا هائلة من اللاعبين بسبب نشر اليوتيوبرز عنها حيث ان لعبة Agar.io اشتهرت على يد Adel Agar.io، انها لعبة Agar.io .
تكمن فكرة اللعبة في كونك تلعب ببكتريا أو جرثوم على شكل كرة تتجول في عالم مليء بالكرات الصغيرة التي يجب عليك تناولها ليكبر حجمك شيئا فشيئا... و مع كبر الحجم تنقص سرعة اللاعب.

## طريقة اللعب
طبعا في نفس العالم الذي توجد فيه، يوجد لاعبون آخرون لهم نفس الهدف وهو ان يصبحوا الأكبر ! بل وان اللاعب يستطيع التهام لاعب آخر عندما يكون أكبر منه وينضاف حجمه إلى حجمه الاصلي، ولا يمكنه التهامه إذا كان له نفس حجمه تقريبا .
و في الاعلى نجد جدولا يمثل رتب اللاعبين العشرة الاوائل في كل عالم، وقام اغلب اليوتوبرز ومنهم الاسطوره عادل اقاريو المهووسين بالالعاب بعمل فيديوهات يتحدون فيها انفسهم للوصول لهذه الرتب ونذكر منهم : امسي علي، دنجر كلوب، روجر فلود، هاني شاكر،

## وصلات خارجية
- أغاريو على موقع IMDb (الإنجليزية)
- الموقع الرسمي